# Buckower See und Luch
Das Naturschutzgebiet Buckower See und Luch liegt auf dem Gebiet der Gemeinde Milower Land und der Kreisstadt Rathenow im Landkreis Havelland in Brandenburg.
Das etwa 153 ha große Gebiet, ein Luch mit der Kennung 1221, wurde mit Verordnung vom 22. Mai 1998 unter Naturschutz gestellt. Das Naturschutzgebiet mit dem 42,8 ha großen Buckower See erstreckt sich nördlich von Großwudicke, einem Ortsteil der Gemeinde Milower Land, und südwestlich von Steckelsdorf, einem Ortsteil der Kreisstadt Rathenow. Nordwestlich des Gebietes verläuft die Landesstraße L 97, nordöstlich die L 96 und südlich die B 188.
Das Naturschutzgebiet ist Teil des größeren FFH-Gebiets Buckow-Steckelsdorf-Göttlin, welches zusätzlich noch die Naturschutzgebiet Puhlsee und Trittsee-Bruchbach umfasst.